# Падшие ангелы

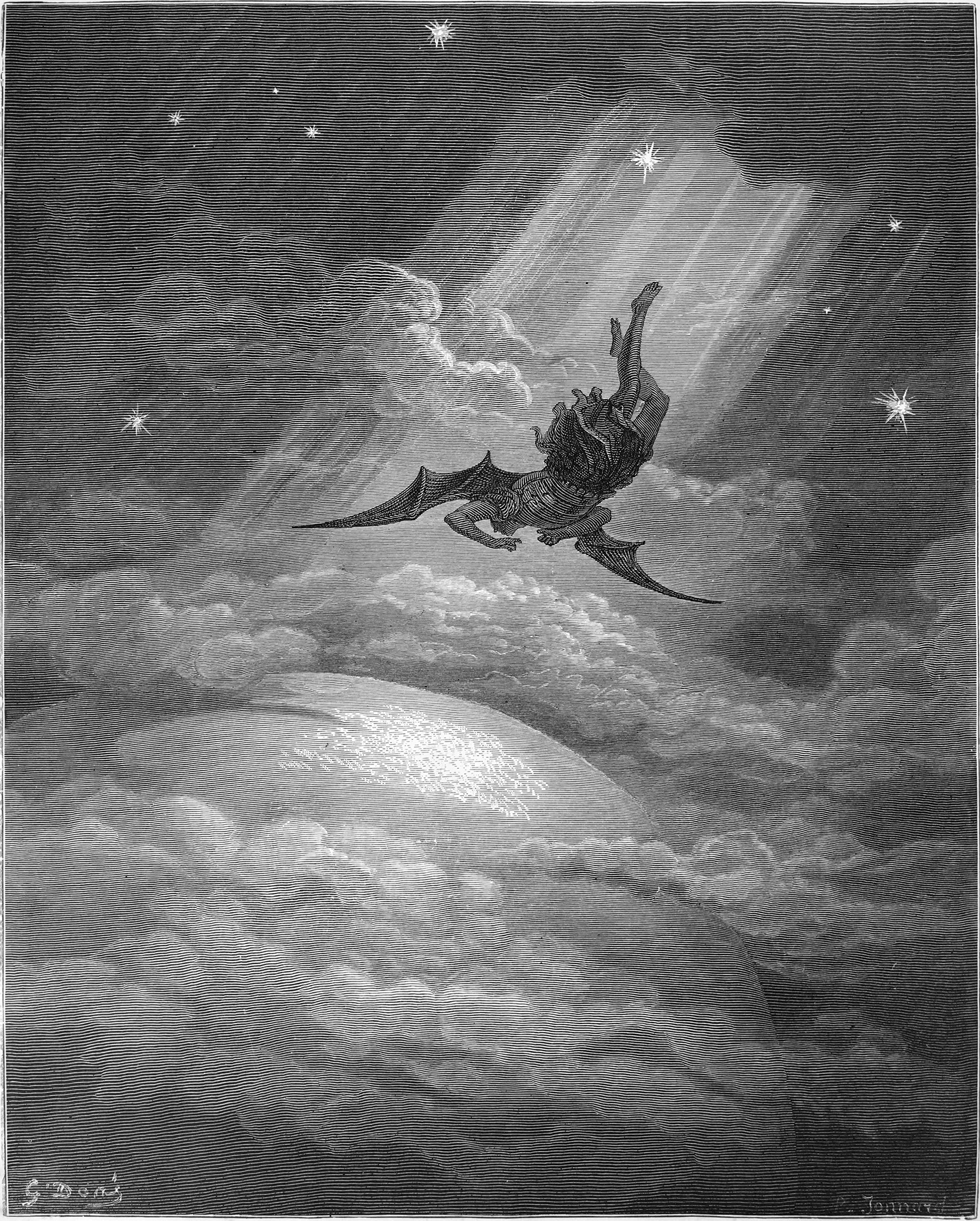
Иллюстрация Гюстава Доре к поэме Дж. Мильтона «Потерянный рай», 1866

Па́дшие а́нгелы — согласно христианскому учению, это сотворённые со свободной волей вначале безгрешные ангелы, которые, будучи увлечены Сатаной и взбунтовавшись, перестали служить Богу и стали служителями Сатаны. Падшие ангелы борются с церковью, совершают зло, искушают людей и толкают их ко греху. В будущем падших ангелов ожидает участь, уготованная Сатане — огонь вечный. 

## Падшие ангелы в Библии
Об этом говорится в Новом Завете:

И произошла на небе война: Михаил и Ангелы его воевали против дракона, и дракон и ангелы его воевали против них, но не устояли, и не нашлось уже для них места на небе. И низвержен был великий дракон, древний змей, называемый дьяволом и сатаною, обольщающий всю вселенную, низвержен на землю, и ангелы его низвержены с ним.
— Отк. 12:7

И услышал я громкий голос, говорящий на небе: ныне настало спасение и сила и царство Бога нашего и власть Христа Его, потому что низвержен клеветник братий наших, клеветавший на них пред Богом нашим день и ночь. Они победили его кровию Агнца и словом свидетельства своего, и не возлюбили души своей даже до смерти. Итак веселитесь, небеса и обитающие на них! Горе живущим на земле и на море! потому что к вам сошел диавол в сильной ярости, зная, что немного ему остается времени.
— Отк. 12:10—12

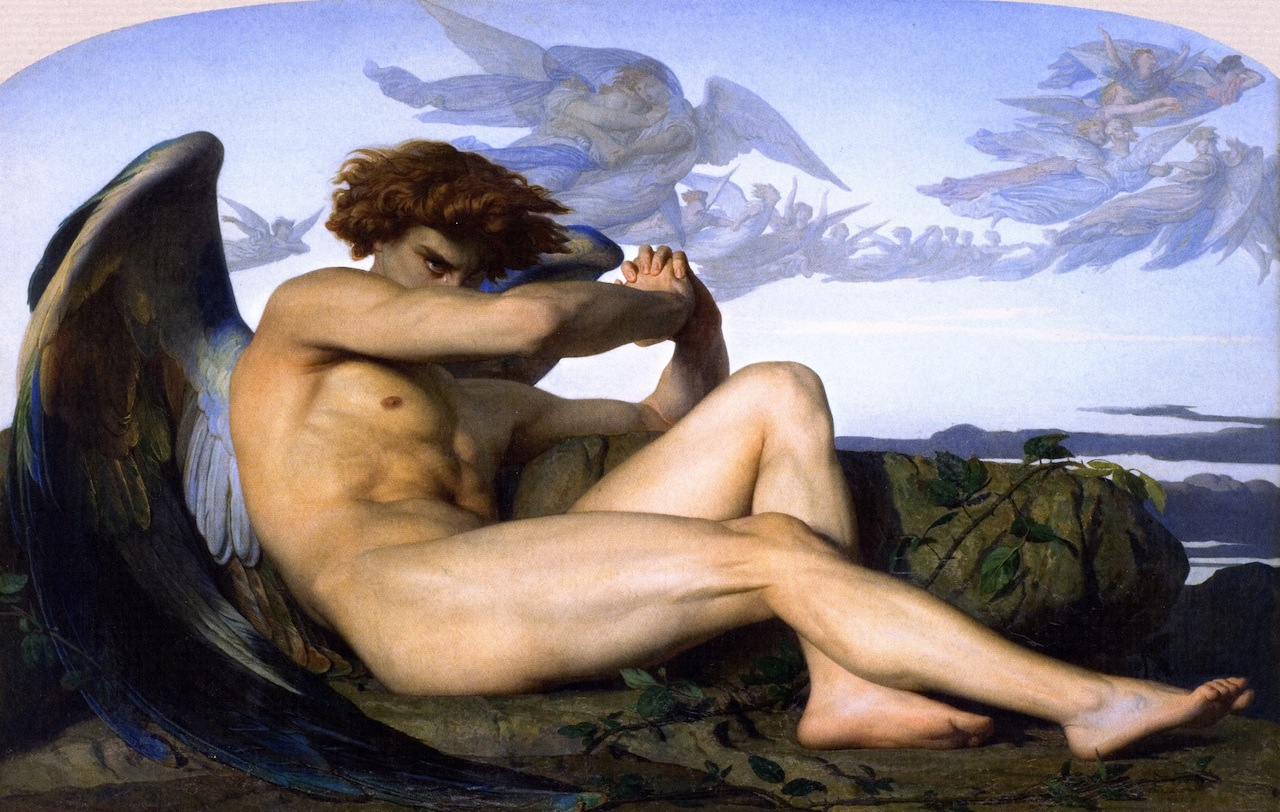
Падший ангел (1847) Александр Кабанель

Спаситель называет дьявола «человекоубийцей от начала», имея в виду тот момент, когда он, приняв вид зме́я, соблазнил Адама и Еву нарушить заповедь Бога, из-за чего они и их потомки были лишены вечной жизни (Быт. 3:1 — 3:6).
С тех пор, имея возможность влиять на мысли, чувства и деяния людей, дьявол и его ангелы (демоны) стремятся ввергнуть людей всё глубже и глубже в пучину греха и порока, в которой сами погрязли: «Кто делает грех, тот от дьявола, потому что сначала дьявол согрешил» (1Ин. 3:8), «всякий, делающий грех, есть раб греха» (Ин. 8:34). Для этого они нередко принимают различный обманчивый вид, в том числе вид ангелов света (2Кор. 11:14).
Талмудический иудаизм отвергает веру в мятежных или падших ангелов. Хотя в тексте «Пирке де рабби Элиэзер» IX века описаны сюжеты о падшем ангеле в двух рассказах, один из которых относится к ангелу в Эдемском саду, соблазняющему Еву, а другой — к ангелам Бенеи Элохим, которые сожительствуют с дочерьми человеческими (Быт. 6:1—4).

## Падшие ангелы в литературе
Ещё во время романтизма появились в литературе. В романе Нила Гэймана «Задверье» житель Лондона попал в параллельный Лондон, где ему пришлось сразиться с падшим ангелом. Сюжет о падении ангелов лёг в основу многих произведений, к примеру, «Потерянный Рай» Джона Мильтона.

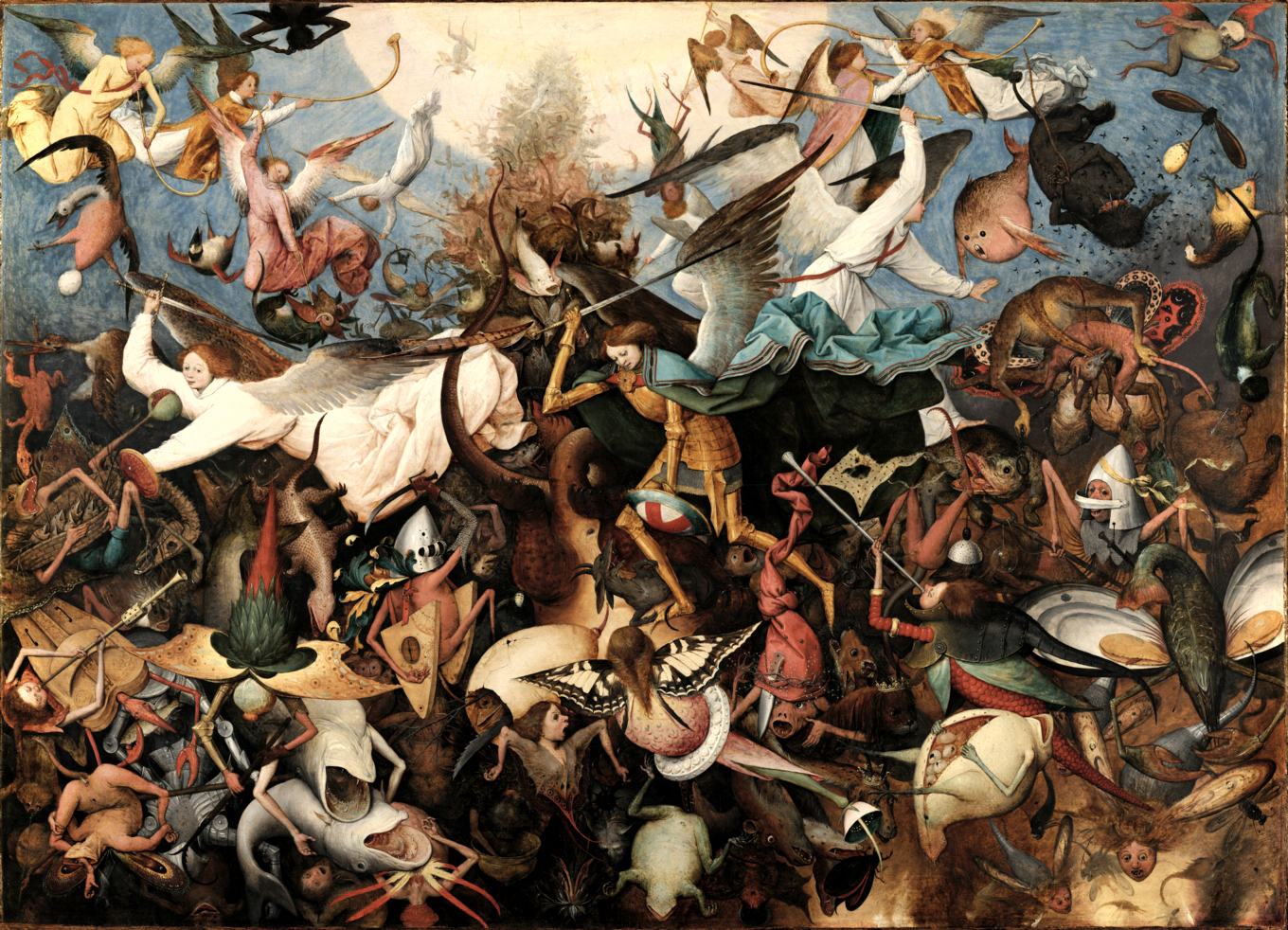
Падение мятежных ангелов — картина фламандского живописца Питера Брейгеля Старшего (1562 г.)

## Церковнославянский термин «аггелы»
Для обозначения злых ангелов в церковнославянском языке был введён грамматически искусственный термин «аггелы». При заимствовании слова «ангел» из греческого языка был сохранён диграф γγ (гамма-гамма), читающийся как «нг», слово помещалось под волнистую линию (◌҃) — «титло» в сокращённом варианте «аг҃глъ». Знак титло придавал особое уважение к понятию, стоящему под ним. Однако когда в тексте речь шла о падших ангелах, это слово писалось без титла полностью «а́ггелъ» и, соответственно, читалось как «аггел» вместо «ангел».